# Kandıra
Kandıra est une ville et un district de la province de Kocaeli dans la région de Marmara en Turquie.

## Histoire
La ville a été mentionnée en étant Kéndri ou Kándora